# Drácula
Drácula er en amerikansk spansksproget vampyr-film fra 1931 af George Melford. Den blev indspillet samtidig med den engelsksprogede version Dracula af Tod Browning.

## Medvirkende
- Carlos Villarías som Dracula
- Lupita Tovar som Eva Seward
- Barry Norton som Juan Harker
- Pablo Alvarez Rubio som Renfield
- Eduardo Arozamena som Van Helsing